# Juan Carlos Valerón
Juan Carlos Valerón (wym. /ˈxwan ˌkarlos baleˈɾon/; ur. 17 czerwca 1975 w Arguineguin) – hiszpański piłkarz występujący na pozycji pomocnika. 2 czerwca 2013 roku ogłosił, że zakończony sezon 2012/2013 był dla niego ostatnim w barwach Deportivo La Coruna. Spędził tam 13 sezonów.
Zawodową karierę zaczął w UD Las Palmas – klubie ze stolicy Wysp Kanaryjskich. W roku 1994 Valeron trafił do drużyny seniorów klubu z Las Palmas. Później został zauważony przez działaczy najlepszych klubów hiszpańskich, w tym Realu Madryt, jednak zerwanie więzadeł krzyżowych przeszkodziło temu wybitnemu piłkarzowi w transferze do Królewskich. Był etatowym reprezentantem Hiszpanii do lat 21 i 23. Po sezonie 1997/98, spędzonym w RCD Mallorca otrzymał tytuł odkrycia roku w hiszpańskiej Primera División i wtedy został zauważony przez inny stołeczny klub - Atlético Madryt. Na Estadio Vicente Calderón spędził dwa sezony.
W listopadzie 1998 roku doczekał się debiutu w pierwszej reprezentacji Hiszpanii w meczu z Włochami. W roku 2000 Los Colchoneros spadli do Segunda División i po tym przykrym dla każdego piłkarza zdarzeniu trafił do Deportivo La Coruña. Zdobył z tym klubem na razie jedynie Puchar Hiszpanii. Ale dzięki grze w klubie z Galicji został podstawowym reprezentantem Hiszpanii. Pojechał na Mistrzostwa Świata 2002, gdzie odpadli w ćwierćfinale po kontrowersyjnym meczu z Koreą Południową – gospodarzami turnieju.
Jest człowiekiem religijnym. Należy do grupy szerzącej wiarę katolicką – Evangelistos de Cristo. Dnia 7 maja 2016 roku ogłosił oficjalne zakończenie piłkarskiej kariery.